# Areia Branca (Salvador)
Areia Branca é um bairro brasileiro localizado na cidade de Lauro de Freitas, na Bahia.

## História
É uma das localidades mais antigas do Miolo de Salvador, em 2004 tinha séculos de existência. Em 2007 era parte da Região administrativa Itapuã, RA X. Em 2014 foi realocado para Região Itapuã/Ipitanga. Em 2017 tornou-se oficialmente um bairro, após ser aprovado o projeto de lei 363/17.
Demografia
Foi listado como um dos bairros mais perigosos de Salvador, segundo dados do Instituto Brasileiro de Geografia e Estatística (IBGE) e da Secretaria de Segurança Pública (SSP) divulgados no mapa da violência de bairro em bairro pelo jornal Correio em 2012. Ficou entre os mais violentos em consequência da taxa de homicídios para cada cem mil habitantes por ano (com referência da ONU) ter alcançado o nível mais negativo, com o indicativo "mais que 90", sendo um dos piores bairros na lista.